# Cryptillas victorini
Cryptillas victorini é uma espécie de ave da família Macrosphenidae.
Apenas pode ser encontrada na África do Sul.
Os seus habitats naturais são: matagal húmido tropical ou subtropical.